# Sendangsari (Minggir)
Sendangsari is een bestuurslaag in het regentschap Sleman van de provincie Jogjakarta, Indonesië. Sendangsari telt 4534 inwoners (volkstelling 2010).